# Equinox (serie de televisión)
Equinox es una serie de televisión de suspenso y misterio danesa de Netflix, basada en la exitosa serie de podcasts de Equinox 1985 de Tea Lindburg. La serie fue estrenada el 30 de diciembre de 2020, y está protagonizada por Danica Curcic en el papel principal de Astrid, una joven que investiga la desaparición de su hermana, que tuvo lugar veinte años antes.

## Sinopsis
En 1999, cuando Astrid tenía nueve años, su hermana Ida y la clase de ella desaparecieron sin dejar rastro. Veinte años después, Astrid, que ha sido perseguida por visiones horribles desde que sucedieron los hechos, tiene una familia y un trabajo como presentadora de radio. Durante una transmisión, recibe una llamada telefónica. La misteriosa persona que llama afirma que la hermana de Astrid y la clase de la escuela viven en una realidad alternativa. Cuando un excompañero de clase de la hermana de Astrid muere, y las circunstancias de la misma son más que misteriosas, Astrid decide llegar al fondo de sus visiones y la desaparición de su hermana.

## Reparto
- Danica Curcic como Astrid;
- Lars Brygmann como Dennis;
- Karoline Hamm como Ida;
- Hanne Hedelund como Lene;
- Viola Martinsen como Astrid de niña;
- Fanny Bornedal como Amelia;
- August Carter como Jacob;
- Ask Truelsen como Falke;
- Alexandre Willaume como Henrik;
- Peder Holm Johansen como Torben;
- Rasmus Hammerich como Mathias;
- Zaki Nobel Mehabil como David;
- Tina Gylling Mortensen como Doris;
- Susanne Storm como Isobel;
- Joen Højerslev como Falke de adulto;
- Eskil Tonnesen como el hombre liebre;
- Andrea Engelsmann Persson como Vera;
- Marie Boda como Betty;
- Kirsten Lehfeldt como Jutta.

## Producción
Equinox es una adaptación de la serie de podcasts Equinox 1985 de Tea Lindburg. Si bien el original está ambientado en 1999 y mediados de la década de 1980, la trama de la serie de televisión se trasladó a 2020 y 1999. Netflix dio luz verde a la producción en septiembre de 2019, y el rodaje tuvo lugar en Dinamarca desde finales de 2019, siendo interrumpido temporalmente debido a la pandemia de COVID-19. Dorte Riis Lauridsen fue el productor principal y showrunner, con Piv Bernth de Apple Tree y Lars Hermann de ITV Studios también involucrados como productores ejecutivos.
En diciembre de 2019 se anunció que Danica Curcic fue elegida para el papel principal junto a Lars Brygmann.
El título es el término en inglés para el equinoccio, es decir, los dos días del año en los que el día y la noche tienen aproximadamente la misma duración. El mismo se relaciona con la festividad del equinoccio de primavera en honor a la diosa Ostara celebrada por algunas religiones neopaganas nórdicas.

## Episodios
| N.º | Título                          | Dirigido por    | Escrito por       | Fecha de emisión original |
| --- | ------------------------------- | --------------- | ----------------- | ------------------------- |
| 1 | «Va a pasar de nuevo»           | Søren Balle     | Tea Lindeburg     | 30 de diciembre de 2020   |
| Durante su programa de radio, Astrid recibe una escalofriante llamada que remueve los recuerdos de su hermana desaparecida y la induce a indagar qué ocurrió en realidad.              |                                 |                 |                   |                           |
| 2 | «La niña se fue»                | Søren Balle     | Bo Mikkelsen      | 30 de diciembre de 2020   |
| Astrid vuelve a la casa de su niñez en busca de pistas. Poco a poco, se desarrolla la relación entre Ida y Jacob, y se afianza la fascinación de él con un libro misterioso.           |                                 |                 |                   |                           |
| 3 | «¿Qué ves cuando duermes?»      | Søren Balle     | Mie Skjoldemose   | 30 de diciembre de 2020   |
| Jacob lleva a Ida, Amelia y Falke a la isla el día del equinoccio. Astrid averigua más acerca del extraño símbolo y decide interrogar a un antiguo profesor.                           |                                 |                 |                   |                           |
| 4 | «Un lugar para todo»            | Søren Balle     | Andreas Garfield  | 30 de diciembre de 2020   |
| Astrid empieza a armar el rompecabezas con ayuda de un viejo amigo de Ida, pero las imágenes que atormentaron su infancia alteran su noción de la realidad.                            |                                 |                 |                   |                           |
| 5 | «Escucho voces»                 | Mads Matthiesen | Jacob Katz Hansen | 30 de diciembre de 2020   |
| Un remite arroja más pistas, pero la incesante búsqueda de respuestas de Astrid es motivo de preocupación para otros. Los sucesos de la isla sumen a Ida en la confusión y la soledad. |                                 |                 |                   |                           |
| 6 | «La sangre corre por las venas» | Mads Matthiesen | Andreas Garfield  | 30 de diciembre de 2020   |
| Cada vez más cerca de destapar la verdad, Astrid encara a su madre. La indignación, las acusaciones y las revelaciones arruinan el tan anhelado día de graduación de Ida.              |                                 |                 |                   |                           |

## Recepción
Luego del lanzamiento del primer tráiler, se encontraron paralelismos con la serie de televisión alemana Dark, también de Netflix, en los diferentes medios de comunicación. Por ejemplo, Julius Vietzen escribió para el portal Filmstarts que, además de la trama, el logo recuerda inmediatamente a Dark. Johannes Heinsohn, de TV Spielfilm, publicó que, aunque Equinox recuerda mucho a Dark «sin embargo, está tomando un camino diferente».